# Geografía de Japón
Japón es un archipiélago estratovolcánico compuesto por 377 744 km² de islas y 3091 km² de agua y conformado por más de seis mil islas que se extienden a lo largo de la costa asiática este del océano Pacífico y en los archipiélagos de Ryukyu, Izu y Ogasawara. Según el censo de 2024 tiene 127,171 millones de habitantes. El país está ubicado al noreste de China (separado por el mar de China Oriental), levemente al este de Corea (separado por el mar del Japón) y al sur de Siberia, Rusia. Las cinco islas principales, de norte a sur, son Hokkaidō, Honshu, Shikoku, Kyushu y Okinawa. La isla de Okinawa (600 km al sudoeste de Kyushu) les sigue en magnitud. Cerca del 73 % del país es montañoso, cada isla cuenta con su cadena montañosa. La montaña más alta es el monte Fuji (Fujisan), de 3776 m de altura y le sigue Kitadake, con 3193 m de altura. Debido a que existe tan poco terreno llano en Japón, muchas colinas y laderas son aprovechadas en su totalidad para el cultivo. Como se encuentra situada en una zona de mucha actividad volcánica resultan frecuentes temblores de pequeña magnitud y actividad volcánica ocasional. Terremotos destructivos ocurren varias veces cada siglo, resultando a menudo en tsunamis.

## Topografía

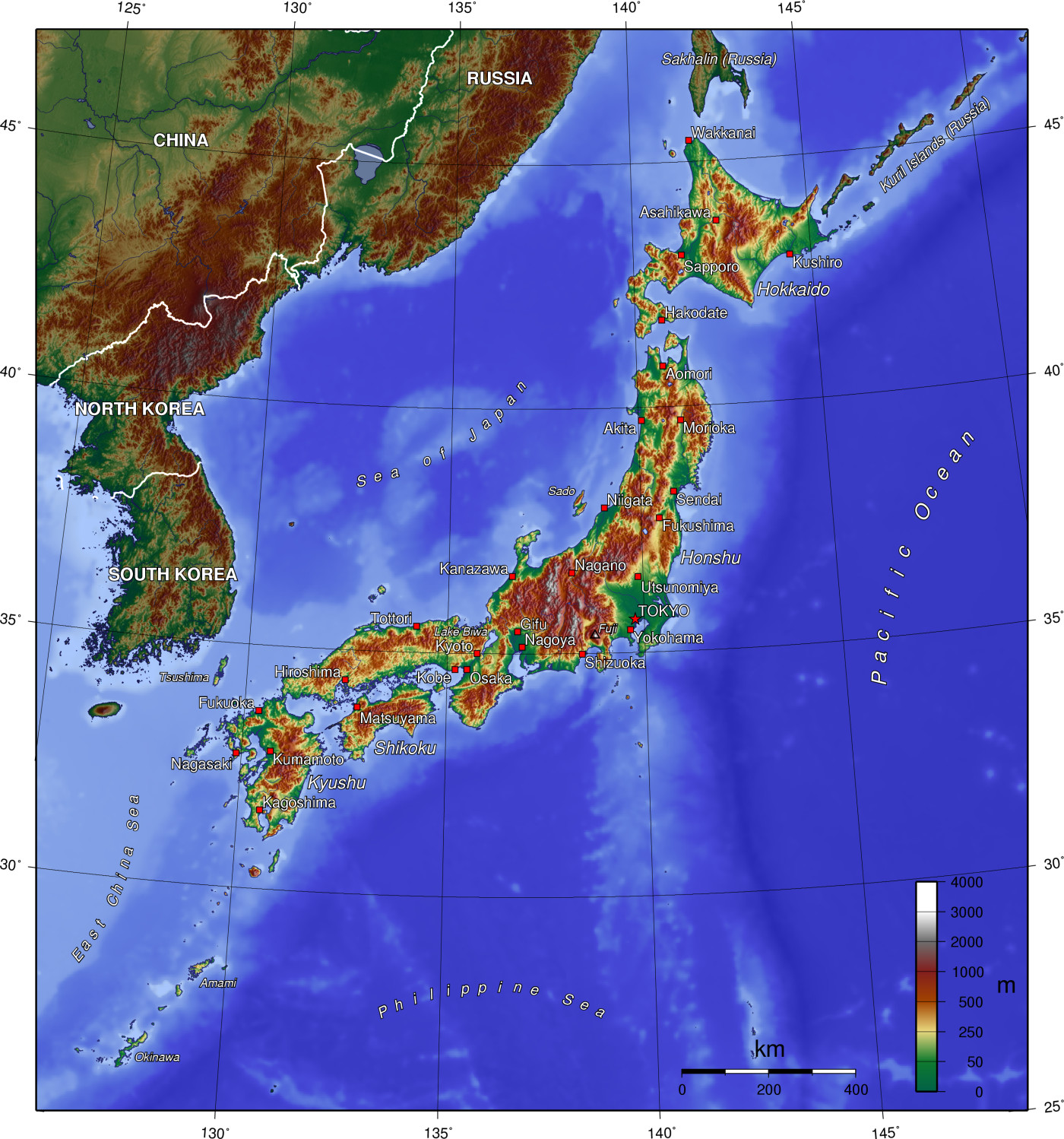
Mapa topográfico de Japón

Las islas montañosas del archipiélago forman un arco desde las costas del este de Asia. El territorio nacional incluye las pequeñas islas Nanpō, incluyendo la isla Iwo Jima, aproximadamente a 1100 kilómetros de las islas principales. La particularidad de que Japón sea un archipiélago produce que ningún punto de Japón esté a más de 150 kilómetros del mar.
Las islas están separadas  por angostos canales y tres de ellas (Honshu, Shikoku y Kyūshū) por el mar Interior de Seto. En el extremo meridional se encuentran las islas Ryukyu a 970 kilómetros al sur de la tercera gran isla, Kyūshū.
El punto más cercano al continente asiático es la península de Corea a una distancia aproximada de 200 kilómetros. Siempre estuvo conectada con el continente a través de rutas marítimas de comercio: en el norte con Siberia, en el oeste desde las islas Tsushima hacia la península coreana y en el sur con los puertos del sur de China.
Tiene aproximadamente un 84 % de territorio montañoso, el 14 % de la superficie se dedica a actividades agrícola-ganaderas, el 66 % a bosques y el 20 % restante está dedicado a otros usos, debido a que sus islas son una cadena montañosa en la parte sumergida de la plataforma continental, siendo las islas sus picos. Solo cerca del 25 % del territorio es llano y es donde se concentra la población. Una larga cadena montañosa divide el archipiélago por la mitad, una de las cuales se encuentra del lado del océano Pacífico y la otra del lado del mar del Japón (lo cual se aprecia en el mapa topográfico). En la mitad del Pacífico hay escarpadas montañas, de entre 1500 y 3000 metros de altura aproximadamente, que forman profundos valles y desfiladeros. En el centro convergen tres cadenas montañosas: las Hida, las Kiso y las Akaishi, las cuales forman los Alpes Japoneses, siendo Kitadake su montaña más alta con 3193 metros, pero la segunda en altura del país. El punto más alto del territorio se encuentra en el monte Fuji, un volcán dormido desde 1707 de 3776 metros ubicado en la prefectura de Shizuoka.
Ninguna de las llanuras o valles habitados son amplios. La más grande es la llanura de Kanto, en donde está situado Tokio, y solo tiene 13 000 kilómetros cuadrados. Otras llanuras importantes son: la llanura de Nōbi, que rodea Nagoya; la de Kinki, en el área de Osaka-Kioto; la de Sendai, que rodea la ciudad de Sendai al noreste de Honshū y la de Ishikari en Hokkaidō. La mayoría de estas llanuras están a lo largo de la costa.
La escasa superficie de tierra habitable sufrió diversas modificaciones en su ecosistemas a lo largo de los siglos. Las tierras próximas al mar y a los ríos tiene numerosas construcciones de diques y drenajes, muchas colinas y montañas están cortadas en terrazas escalonadas para aumentar el terreno cultivable y para aumentar el terreno edificable. Este proceso de modificación del medio continúa actualmente con la extensión de la línea costera y la construcción de islas artificiales para las industrias y para el crecimiento del puerto. Un ejemplo de esto es el Aeropuerto Internacional de Kansai, en la bahía de Osaka.
Los ríos de Japón suelen ser rápidos y abruptos, solo unos pocos son navegables y la mayoría suelen tener menos de 300 kilómetros de largo. A pesar de esto, Japón logra aprovechar estos ríos para producir energía hidroeléctrica, aunque este recurso se encuentra explotado casi hasta su capacidad. El río más largo del territorio es el Shinano, el cual nace en la prefectura de Nagano hasta la prefectura de Niigata donde desemboca en el mar del Japón, pero solo tiene 367 kilómetros de largo. La mayor reserva de agua se encuentra en el lago Biwa al noreste de Kioto.
La extensión de la costa navegable especialmente en el mar de Seto, compensa la falta de ríos navegables. La costa pacífica del sur de Tokio tiene la característica de ser larga y de aumentar su profundidad de forma muy gradual debido a la sedimentación.

## Relieve volcánico

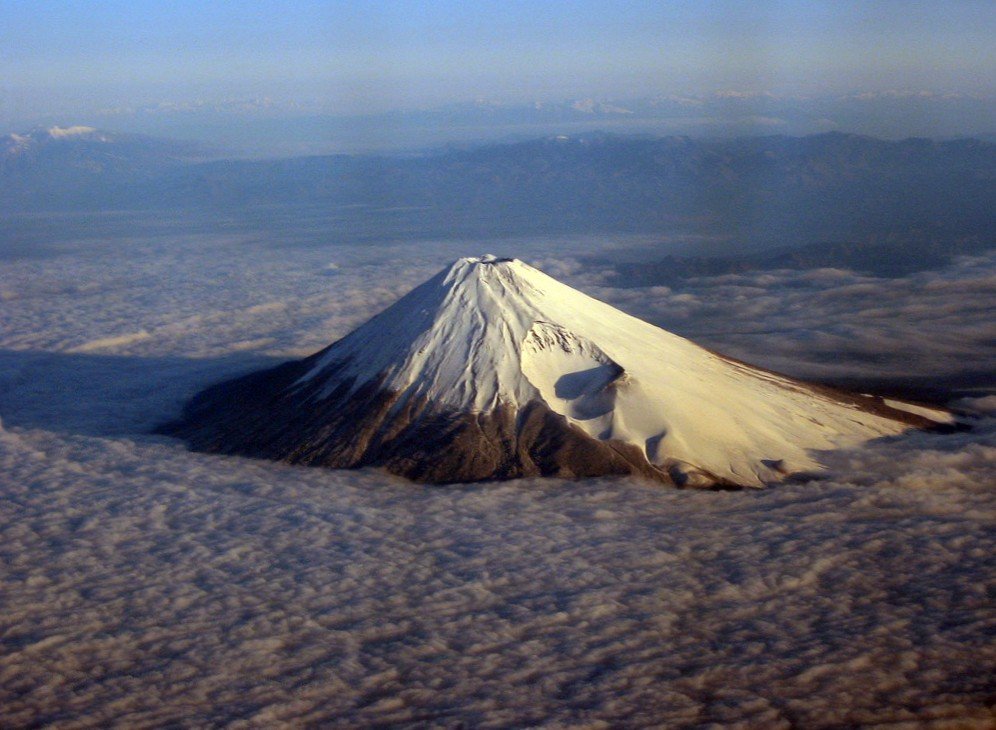
El Monte Fuji sobresaliendo de un mar de nubes y el cráter Hei-zan muy visible sobre el flanco sudeste.

Las islas japonesas son, en realidad, las escarpadas cimas de una gran cordillera que se alza desde el fondo del mar, cerca de las fosas de Japón y de Bonin, donde la profundidad del océano supera los 9000 metros. Cerca del 73 % del país es montañoso, por lo general cubierto de bosques y cortados por profundas gargantas donde la rápida corriente de los ríos forman cascadas.
Cada isla cuenta con su propia cadena montañosa. La montaña más alta en Japón es el monte Fuji (Fujisan), a 3776 metros de altura. Le sigue Kita-dake, con 3193 metros de altura. Debido a que existe tan poco terreno llano en Japón, muchas colinas y laderas son aprovechadas en su totalidad para el cultivo.
Como Japón se encuentra situada en una zona de mucha actividad volcánica, se producen frecuentes temblores de pequeña magnitud (cerca de 1500 al año, la mayoría de poca importancia pero algunos bastante intensos) y también cierta actividad volcánica ocasional. Terremotos destructivos ocurren varias veces cada siglo, resultando a menudo en tsunamis. Debido a esta intensa actividad sísmica, su orografía posee cierta particularidad como consecuencia de lo mencionado. Cadenas de montañas y volcanes se suceden ocupando la mayor parte del territorio dando a las islas una configuración arqueada, parecida a una media luna, donde destaca como punto álgido el monte Fuji. Más de 150 montañas japonesas son volcanes de gran tamaño y 60 de ellos todavía siguen en actividad.
El Asama es el volcán más activo de todo el archipiélago, está situado en la isla de Honshu a aproximadamente 100 km de Tokio, tiene una altura de 2542 m. Los ríos son caudalosos y algunos traspasan el mismo.

## Clima
Es un país lluvioso y con una alta humedad, posee un clima templado con 4 estaciones diferentes bien definidas, gracias a la distancia a la que se encuentra respecto del ecuador. De todas formas el clima del norte es ligeramente frío templado (Hokkaidō) con veranos templados y grandes nevadas en invierno. El centro del país es cálido con veranos largos, calientes y húmedos e inviernos cortos y suaves. El clima a veces es afectado por los vientos estacionales producidos por los centros ciclónicos y anticiclónicos que se forman en el continente y en el Pacífico (anticiclón o ciclón hawaiano), generando vientos desde el continente hacia el Pacífico en invierno y del Pacífico al continente en verano.
Existen dos factores primarios en la influencia climatológica: la cercanía con el continente asiático y las corrientes oceánicas. El clima desde junio a septiembre es caliente y húmedo por las corrientes de viento tropicales que llegan desde el océano Pacífico y desde el sudeste asiático. Estas corrientes precipitan grandes cantidades de agua al tocar tierra, por lo que el verano es una época de importantes lluvias, que comienzan a principios de junio y duran alrededor de un mes. Le sigue una época de calor y a principios de agosto hasta principios de septiembre, un periodo de tifones, en la cual pasan por Japón cinco o seis de ellos y llegan a producir daños significativos. La precipitación anual de lluvias es de 100 a 200 centímetros, pero entre el 70 y el 80 por ciento de estas están concentradas en junio y en septiembre.
En invierno, los centros de alta presión del área siberiana y los centros de baja presión del norte del océano Pacífico, generan vientos fríos que atraviesan Japón de oeste a este, produciendo, importantes nevadas en la costa japonesa del mar del Japón. Como los vientos chocan contra las cadenas montañosas del centro, las grandes alturas terminan por precipitar la humedad de estos vientos en forma de nieve y al pasar por la costa pacífica del país llegan sin portar notables cantidades de humedad, por lo que no son el factor principal de nevadas en la costa pacífica.[cita requerida] Además esto provoca que en esta costa, el tiempo en invierno sea seco y de días sin nubes, al contrario del invierno en la costa oeste.
Hay dos corrientes oceánicas que afectan al modelo climático: la corriente cálida de Kuroshio y la corriente fría de Oyashio. La corriente de Kuroshio fluye por el Pacífico desde Taiwán y pasa por Japón bastante al norte de Tokio, es una corriente que lleva mucho calor a la costa este.

## Fauna y flora

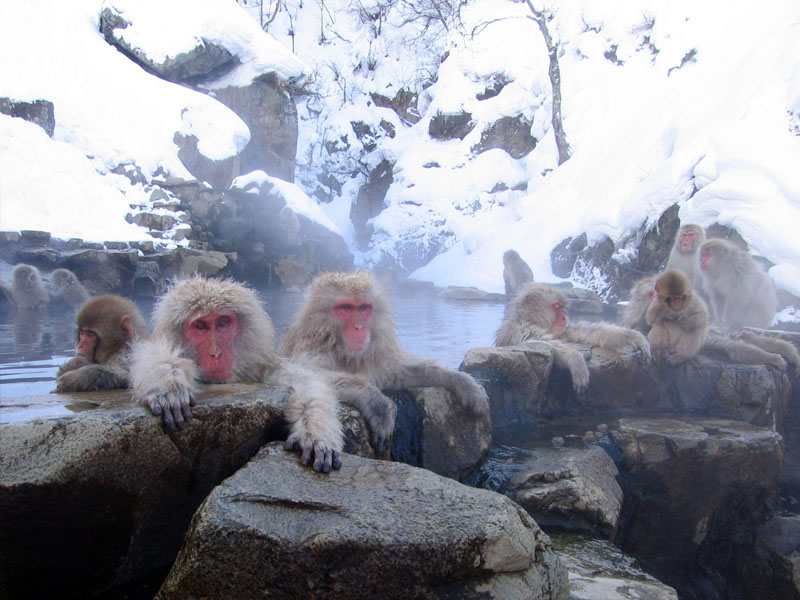
Grupo de macacos japoneses calentándose en una fuente termal de la prefectura de Nagano.

La fauna comprende 132 especies de mamíferos, 583 especies de aves y 66 especies de reptiles, batracios y peces. 
Mamíferos
Entre los mamíferos podemos destacar el oso negro asiático, presente en Honshu y Shikoku, aunque extinto en Kyushu, el oso pardo de Hokkaido (ursus arctos ussuriensis), isla donde no está presente el oso negro; el jabalí, ausente en Hokkaido, pero presente en el resto del archipiélago, el ciervo sika, el serow japonés (especie de antílope parecido al rebeco, que se encuentra en las montañas de Honshu, y en menor medida en Kyushu y Shikoku); el zorro rojo (ausente de Shikoku), la marta japonesa (Martes melampus), el tejón japonés (Meles anakuma), presente en las grandes islas, excepto Hokkaido el tanuki, o perro mapache, distribuido por todo el archipiélago. Es interesante señalar la presencia de dos variedades de gato salvaje, restringidas a pequeñas islas: el gato de Iriomote, isla al sur de las Ryukyu, o el gato de Tshushima que solo habita en esta isla, ambas son subespecies del gato leopardo. Existen varidades del zorro volador en Okinawa y en las islas Bonin. El león marino de Steller se concentra en loberías en la costa de Hokkaido, si bien no llega criar. Existe una amenazadísima población de dugongos en las Ryukiu, si bien la excesiva presión humana, escaso número, y deficientes leyes de protección de la naturaleza en Japón, podrían haber provocado ya su extinción.
Se extinguieron igualmente los lobos japoneses, tanto en las islas meridionales como en Hokkaido, su nombre en japonés es okami.
Entre las especies introducidas podemos citar la civeta de las palmeras presente en Honshu; el mapache (procyon lotor), distribuido por Hokkaido y Honshu merced a la liberación de mascotas, el muntjac presente en Honshu (península de Boso y en Oshima); el coypu de Sudamérica introducido por su piel se ha expandido por Honshu. El único primate es el macaco japonés que puebla Honshu y Shikoku y Kyushu y alguna isla menor.
Aves:
Entre las aves por mencionar solo algunas de las más vistosas podemos mencionar la grulla de manchuria en Hokkaido, la enorme águila marina de Steller(se trata de una variedad de pigargo), el pigargo común, el águila real, el águila azor asiática, el faisán cobrizo (Syrmaticus soemmerringii) y el faisán verde (Phasianus versicolor); ambos endémicos de Japón, y presentes en Kyushu, Honshu y Shikoku.
Vegetación:
La gran variedad de la vegetación japonesa (unas 17 000 especies) se debe al clima y al relieve. Los bosques cubren el 67 % de la superficie del país y se componen en su mayoría de árboles frondosos y coníferas: castaños japoneses, hayas japonesas (fagus crenata y fagus japonica), arces, tuyas, pino rojo japonés (pinus densiflora), pino coreano (Pinus koraiensis y otros (Pinus parviflora, Pinus thunbergii...) Existen igualmente diversas variedades de robles (Quercus acuta, Quercus aliena, Quercus dentata, Quercus mongolica, Quercus variabilis y abedules (Betula ermanii, Betula maximowicziana, Betula platyphylla) y fresnos (Fraxinus lanuginosa, Fraxinus mandshurica).
En general podemos señalar que la vegetación japonesa va de la claramente tropical en las Ryukiu, a la propia de los bosques den transición entre la taiga y los templados caducifolios en Hokkaido; pasando por la flora subtropical en el sur de Honshu, Shikoku y Kyushu, con plantas siempre verdes de hojas brillantes y cerosas, una especie de laurisilva (camelias, rododendros, alcanforeros...) o la templada fría del centro Honshu, sur de Hokkaido, y montañas de las dos islas meridionales. en esta zona encontramos las hayas y los robles. Las coníferas en sus distintas y ricas variedades se distribuyen por todo el archipiélago. Las especies vegetales se mezclan en las zonas de contacto haciendo que la vegetación sea especialmente rica y variada, y ofreciendo en buena parte del país un otoño de colores espectaculares, de forma similar a lo que sucede en los bosques de los Apalaches americanos.
Los ciruelos blancos y rojos, los cerezos de floración temprana, así como el bambú y los pinos se han convertido en símbolos tradicionales del país.

## Geología
Las islas se ubican en una de las zonas geológicamente más inestables y complejas del planeta. En general, es un país altamente sísmico a causa de su ubicación en el Cinturón de Fuego del Pacífico. En Japón se han presentado cinco importantes terremotos en los últimos 15 años.
El grupo insular nipón es, sobre todo, el resultado de continuos e inmensos movimientos oceánicos que ocurrieron durante centenares de millones de años desde mediados del Período Silúrico hasta el Pleistoceno. Este proceso fue como resultado de la subducción tectónica de la placa Filipina y la placa Pacífica debajo de las continentales placa Euroasiática y placa Norteamericana.

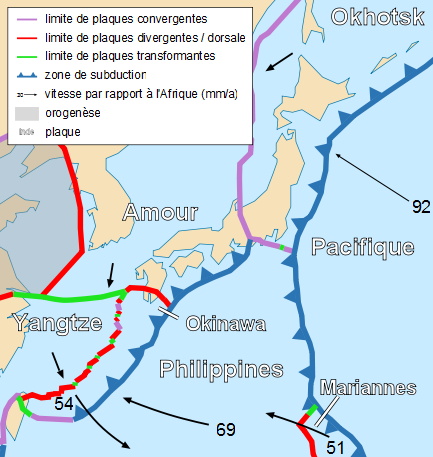
Mapa tectónico de Japón

La mayor parte del territorio terrestre está asentado sobre la placa de Ojotsk, ubicándose su línea de fricción y ruptura con la placa Euroasiática (sector también conocido como placa Amuria ) al sur de la isla de Honshū. El resto del territorio japonés se encuentra en la segunda placa mencionada. Mientras tanto, el arco de las islas Ryūkyū se encuentran al borde de la placa Filipina.
Por otro lado, la unión de la placa Filipina, la placa Euroasiática y la placa de Okhotsk ocurre en las cercanías del Monte Fuji o Fujisan, convergencia con un alto potencial sísmico y vulcanológico.
Esta compleja distribución, origina profundas y extensas fosas oceánicas, especialmente en la costa pacífica del archipiélago. Destaca en particular la Fosa de Japón, de 9000 metros de profundidad, originada por una falla con borde convergente por subducción.
Japón estuvo asociado originalmente a la costa este del continente eurasiático. Las placas se subdujeron, siendo más profundas que la placa Euroasiática. Estos procesos geológicos tiraron a Japón hacia el este, originado la apertura del mar del Japón hace alrededor 15 millones de años y dando lugar a una cuenca submarina de trasarco. El estrecho de Tartaria y el estrecho de Corea fueron abiertos mucho más adelante.
Las colisiones entre estas placas y su posterior hundimiento generaron los arcos de islas de las Kuriles y de Sajalin-Hokkaidô (al norte), el arco de Honshû, que conecta Kyūshū, Shikoku, Honshû y la porción oeste de Hokkaidô (en el centro), y los arcos de las Ryûkyû e Izu-Ogasawara (en el sur).
Japón se sitúa en la zona volcánica denominada como el Cinturón de Fuego del Pacífico. Los temblores de tierra son frecuentes (con una intensidad reducida a moderada) y la actividad volcánica ocasional se siente en forma activa en las islas.
Gran cantidad de fallas tectónicas locales recorren la superficie, originando sismos de regular intensidad. Las más grandes son dos fallas transversales al sur de Honshū: la Línea Tectónica de Itoigawa-Shizuoka y la Línea Tectónica Media Japonesa, ambas fallas transformantes que se encuentran en el límite de las placas de Okhotsk y Euroasiática, a lo largo del sistema montañoso de la isla.
Resultan sumamente destructivos los terremotos, a menudo dando como resultado los tsunamis, con una frecuencia de varias veces en un siglo. Los terremotos principales más recientes incluyen el Gran terremoto de Hanshin-Awaji en 1995, el terremoto de la costa de Chūetsu de 2007 y el terremoto y tsunami de Japón de 2011. Las aguas termales son numerosas y se han convertido en centros turísticos.
Cada isla cuenta con su propia cadena montañosa, la cual sigue un eje transversal y las divide por la mitad. En Japón hay alrededor de 200 volcanes; sesenta de ellos están en actividad. El más famoso es el monte Fuji (Fujisan), de 3776 metros de altura, coronado de nieves perpetuas. Le sigue la montaña Kitadake, con 3193 m de altura. El Asama es el volcán más activo de todo el archipiélago, y está situado en la isla de Honshu a aproximadamente 100 km de Tokio. Tiene una altura de 2542 m. Casi la tercera parte del país consiste de terrenos de origen piroclástico. La superficie es fundamentalmente montañosa: solo la quinta parte (el 27 %) está formado por pequeñas llanuras, la mayoría de ellas de tipo aluvial y sedimentario a lo largo de la costa.

## Recursos naturales

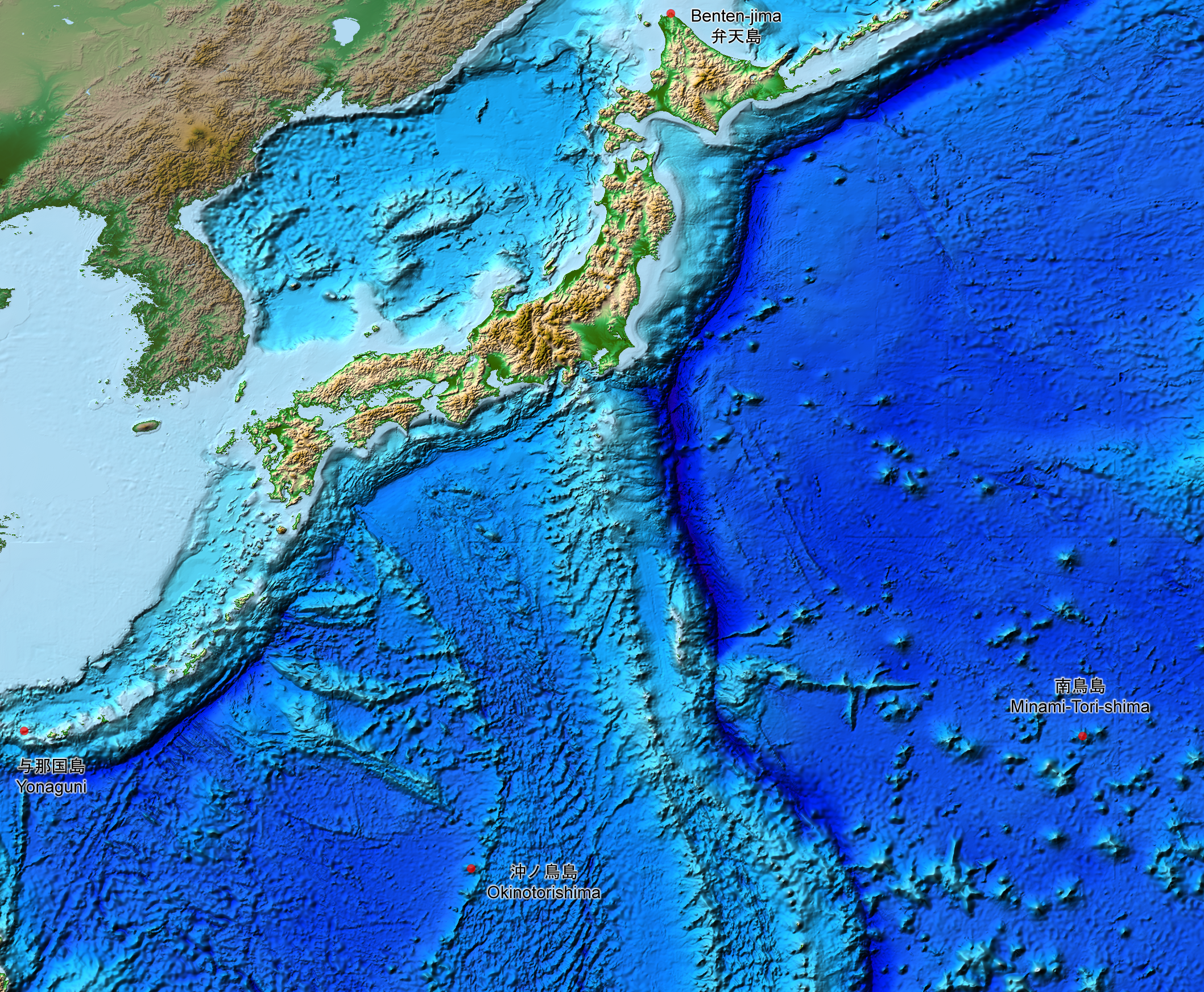
Relieve oceánico de Japón

Los recursos naturales de Japón son escasos (en tierra), con excepción de los productos pesqueros (pescados, crustáceos, ballenas, etc.), además de algunas industrias mineras y madereras.

### Vida marina
Japón tiene una de las flotas pesqueras más grandes del mundo. Representa casi el 15% de las capturas mundiales de peces. En 2005, Japón ocupó el sexto lugar en el mundo en términos de tonelaje de pescado capturado (Fishing industry by country). Japón capturó 4.074.580 toneladas de pescado en 2005.

### Relieve oceánico
Japón tiene el octavo más grande zona económica exclusiva. Son 4.479.388 km². Hay muchos recursos naturales y en el Relieve oceánico. Por ejemplo, hidrato de metano, gas natural, minerales metal y tierras raras. Los recursos minerales de las profundidades marinas, como los nódulo polimetálico, la corteza rica en depósitos cobalto y los submarinos hidrotermales se encuentran a profundidades mayores que 1000 metros. En 2012 científicos japoneses han descubierto la existencia de 6,8 millones de toneladas de tierras raras cerca de Minami Torishima, capaces de cubrir las necesidades nacionales durante más de 200 años. Se estima que hay 40 billones de pies cúbicos de hidrato de metano en el este de fosa de Nankai.

## Algunas cifras

### Superficie
Total: 377973 km²
- Tierras: 374882 km²
- Agua: 3091 km ², de los que 670 km² corresponden al lago Biwa, el tercer lago más antiguo de agua dulce del mundo, ubicado en el centro de la isla principal de Honshu.
- Zona económica exclusiva: 4.479.388 km²[16]

### Uso del suelo
Estimación de 1999
- Las tierras arables: 12 %
- Tierra vegetal: 2 %
- Pastos: 2 %
- Los bosques y los humedales: el 66 %
- Otros: 18 %